# محمد عمر (ملحن)
محمد عمر هو ملحن أفغاني، ولد في 1905 في كابل في أفغانستان، وتوفي بنفس المكان في 1980.

## وصلات خارجية
- محمد عمر على موقع ميوزك برينز (الإنجليزية)
- محمد عمر على موقع ديسكوغز (الإنجليزية)